# Méthode de Charpentier-Volhard
Pour les articles homonymes, voir Volhard.
La méthode de Charpentier - Volhard permet de doser les ions chlorure par un dosage en retour.

## Principe

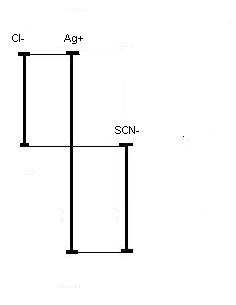
Schéma du dosage

Tous les dosages s'effectuent en milieu acide nitrique afin d'éviter la formation d'hydroxyde métallique.

### Première étape: précipitation des chlorures
En présence d'un excès de solution aqueuse de nitrate d'argent ({\displaystyle {\rm {Ag^{+}+NO_{3}^{-}}}}), il se forme un précipité blanc de chlorure d'argent ({\displaystyle {\rm {AgCl}}}) selon :
{\displaystyle {\rm {Ag^{+}+Cl^{-}\longrightarrow AgCl\downarrow }}}

### Deuxième étape: dosage de l'excès d'ions argent
L'excès d'ions argent est dosé par une solution titrée de thiocyanate de potassium ({\displaystyle {\rm {K^{+}+SCN^{-}}}}) en formant un précipité de thiocyanate d'argent ({\displaystyle {\rm {AgSCN}}}) de couleur blanche selon :
{\displaystyle {\rm {Ag^{+}+SCN^{-}\longrightarrow AgSCN\downarrow }}}

### Fin du dosage
La fin du dosage est visualisée par l'utilisation d'un indicateur coloré : l'alun de fer ammoniacal 3.
À l'équivalence {\displaystyle {\rm {Ag^{+}/SCN^{-}}}}, la formation du complexe avec l'alun de fer et d'ammonium ({\displaystyle {\rm {NH_{4}Fe(SO_{4})_{2},12H_{2}O}}}) et le thiocyanate est donnée par l'équation suivante :
{\displaystyle {\rm {SCN^{-}+Fe^{3+}\longrightarrow [Fe(SCN)]^{2+}}}}
La solution prend alors une couleur rouge-orangée due à la complexation des ions {\displaystyle {\rm {Fe^{3+}}}}avec les ions {\displaystyle {\rm {SCN^{-}}}} pour donner {\displaystyle {\rm {[Fe(SCN)]^{2+}}}}. Cette couleur est visible que lorsque la concentration molaire du complexe {\displaystyle {\rm {[Fe(SCN)]^{2+}=10^{-5}\,mol/L}}} (c'est-à-dire lorsqu'il n'y a plus d'ions argent à complexer par le thiocyanate).

### Protocole

#### Dosage des chlorures d'un lait

##### Défécation
Lors du dosage, les constituants des produits peuvent capturer des ions {\displaystyle {\rm {Ag^{+}}}} et ainsi fausser le dosage, donc il faut les éliminer par la défécation.
Dans une fiole jaugée de 200 ml, introduire :
- 20 mL de lait à analyser ;
- 2 mL de ferrocyanure de potassium à 30 %. Agiter ;
- 2 ml d'acétate de zinc à 15 %, goutte à goutte ;
- agiter et compléter à 200 ml avec de l'eau distillée ;
- ajouter 2 mL d'eau distillée pour compenser le précipité ;
- bien homogénéiser et laisser décanter 15 min environ ;
- filtrer la solution, le filtrat doit être limpide. Si le filtrat est trouble, recommencer.

Le filtrat correspond à une dilution au 1/10 du lait.

##### Précipitation des ions chlorure par un excès de nitrate d'argent
Dans un erlenmeyer :
- introduire 50 mL de filtrat ;
- 1 mL d'acide nitrique ({\displaystyle {\rm {HNO_{3}}}}) concentré ;
- 2 mL d'alun de fer ammoniacal ;
- 5 mL de nitrate d'argent à 0,1 mol/L prélevé à la pipette.

##### Dosage de l'essai (ions argent restants par le thiocyanate d'ammonium)
Titrer l’excès de nitrate d'argent par la solution de thiocyanate d'ammonium à 0,1 mol/L jusqu'à apparition d'une couleur orangée ou complexe chamois (couleur marron clair/orange), teinte rouge persistante.

#### Dosage des chlorures d'un produit à base de viande

##### Décantation
Dans un erlen :
- peser une masse de 10 g exactement mesurée ;
- ajouter 100 mL d'éthanol à 70°GL (dissolution de la matière grasse) et boucher l'erlen ;
- chauffer pendant 15 min au bain-marie bouillant en remuant de temps en temps ;
- laisser refroidir à température ambiante ;
- ajouter 2 mL de ferrocyanure de potassium {\displaystyle {\rm {(K_{4}Fe(CN)_{6},3H_{2}O)}}} ;
- agiter ;
- ajouter 2 mL d'acétate de zinc {\displaystyle {\rm {(Zn(CH_{3}COO)_{2},2H_{2}O)}}} ;
- agiter ;
- laisser reposer 30 min à température ambiante ;
- transvaser quantitativement dans une fiole de 200 ml et ajouter de l'eau distillée jusqu'au trait de jauge ;
- bien mélanger et filtrer, reprendre le protocole « Dosage de l'essai » précédent.

### Calculs
Il s'agit d'un dosage en retour : lors de la chute de burette le reste des ions {\displaystyle {\rm {Ag^{+}}}}réagissent avec les ions {\displaystyle {\rm {SCN^{-}}}}versés. Une partie des ions {\displaystyle {\rm {Ag^{+}}}} ont précipité avec les ions {\displaystyle {\rm {Cl^{-}}}} avant le début de la chute de burette. Soit n le nombre de moles, C la concentration molaire, V le volume et m la masse de l'espèce :
{\displaystyle n_{\rm {Ag^{+}}}} total {\displaystyle =n_{\rm {Ag^{+}}}} qui a réagi avec les {\displaystyle {\rm {Cl^{-}}}} + {\displaystyle n_{\rm {Ag^{+}}}} qui a réagi avec les {\displaystyle SCN^{-}}
{\displaystyle n_{\mathrm {Ag} ^{+}}=n_{\mathrm {Cl} ^{-}}+n_{\rm {SCN^{-}}}}
{\displaystyle n_{\mathrm {Cl} ^{-}}=n_{\mathrm {Ag} ^{+}}-n_{\mathrm {SCN} ^{-}}}
{\displaystyle {\rm {[Cl^{-}]={\frac {(C_{AgNO_{3}}\times V_{AgNO_{3}})-(C_{NH4SCN}\times V_{NH4SCN})}{V_{\text{échantillon}}}}\times dilution(s)}}}
{\displaystyle m{\rm {_{NaCl}=[Cl^{-}]\times V_{\text{échantillon}}\times M_{NaCl}}}}

### Intérêts du dosage

#### Dans le lait
La concentration massique des chlorures du lait est généralement de l'ordre de 0,8 à 1,2 g·L-1. Si le taux diminue, cela indique que le lait a été « mouillé », et en cas d'augmentation cela indique une inflammation des mamelles < mammites > qui rend impropre la consommation du lait.

#### Dans des produits à base de viande
Un trop fort taux de chlorures dans les produits carnés indique une fraude probable. Le sel augmente le pouvoir de rétention en eau des protéines et donc un gain de poids dû à l'eau. La concentration en sel dans une préparation à base de viande est en général de l'ordre de 4 %.